# Steve Jansen
Steve Jansen (né le 1er décembre 1959 à Sydenham), de son vrai nom Stephen Batt, est un batteur britannique.
En 1974, Jansen fonde le groupe Japan avec son frère aîné David Sylvian, le bassiste Mick Karn et le claviériste Richard Barbieri. Après la séparation de Japan, en 1982, il continue à collaborer avec les autres membres du groupe. Il a également travaillé avec Ryuichi Sakamoto, Anja Garbarek, Joan Armatrading, Annie Lennox, Alice et Claudia Brücken, entre autres.
Son premier album solo, Slope, est sorti en 2008.

## Discographie
- 1986 : Worlds in a Small Room (avec Richard Barbieri)
- 1987 : Catch the Fall (avec Richard Barbieri, sous le nom « The Dolphin Brothers »)
- 1991 : Stories Across Borders (avec Richard Barbieri)
- 1993 : Beginning to Melt (avec Richard Barbieri et Mick Karn)
- 1995 : Stone to Flesh (avec Richard Barbieri)
- 1996 : Other Worlds in a Small Room (avec Richard Barbieri)
- 1998 : Changing Hands (avec Richard Barbieri et Nobukazu Takemura)
- 1998 : Pulse (avec Yukihiro Takahashi)
- 1999 : ISM (avec Richard Barbieri et Mick Karn)
- 2001 : Kinoapparatom (avec Claudio Chianura)
- 2001 : Playing in a Room with People (avec Richard Barbieri et Mick Karn)
- 2005 : Snow Borne Sorrow (Nine Horses)
- 2007 : Money for All (Nine Horses, EP)
- 2008 : Slope